# Palazzo della Farnesina
O Palazzo della Farnesina, muitas vezes chamado simplesmente de Farnesina, é um edifício da administração pública, hoje sede do Ministero degli affari esteri [it] da República Italiana. Está localizado entre o Monte Mario e o Tibre, na área do Foro Italico, em Roma. O termo "Farnesina" é frequentemente usado como metonímia para indicar o ministério ali localizado.

## Etimologia
O nome "Farnesina" deriva do fato de este edifício estar situado numa área que pertenceu a um dos papas mais famosos, Paulo III Farnese: para o distinguir dos chamados "Orti Farnesiani", no Palatino, e na Villa Farnesina, em Lungara [it], a área era conhecida pelo nome de "la Farnesina".

## Arquitetura
A construção foi iniciada em 1937 pelos arquitetos Enrico Del Debbio, Arnaldo Foschini [it] e Vittorio Ballio Morpurgo [it], após as várias fases de um concurso publicado em 27 de dezembro de 1933, que previa vários locais para a construção, a última das quais, optando por lugares mais altos e apesar da opinião contrária de alguns os arquitetos o colocaram no extremo norte do Foro Italico. Na verdade, o complexo deveria ser o novo "Palazzo del Littorio", sede do "Partito Nazionale Fascista", mas já em 1940, com a construção já em andamento, o uso pretendido havia sido alterado para o "Ministero degli affari esteri". As obras foram interrompidas em 1943, quando a estrutura e a parte externa já estavam concluídas. e retomadas após a guerra (1946).
O edifício reflecte os cânones do monumentalismo ou neoclassicismo simplificado, com as suas geometrias racionais e referências neoclássicas, desde a simetria ao mármore branco do travertino. A fachada de travertino ganha vida por um desenho visível do revestimento e aberturas desiguais nos vários níveis. Com mais de 1300 quartos e 9 andares com uma fachada de 169 metros de comprimento e 51 metros de altura, abrangendo uma área de 120.000 m² e um volume construído de 720.000 m³, a Farnesina é, juntamente com o Palácio Real de Caserta, um dos edifícios mais volumosos presentes na Itália. Nas 1.300 salas do edifício, acomodam até 7.000 pessoas, há 6,5 km de corredores, 7 salas de exposições de arte, 20 salas de reuniões e 1 sala de conferência internacional.
Em 1959 o edifício Farnesina foi concluído pelos mesmos arquitectos, com ligeiras variações face ao projecto original, passando a ser sede do "Ministero degli affari esteri", até então disperso por treze sucursais.

## Arquivo Histórico Diplomático
A documentação diplomática histórica produzida pelas repartições centrais do ministério e pelas representações diplomáticas e consulares no exterior é mantida e inventariada no "archivio storico diplomatico". Os originais dos documentos internacionais também são preservados.

## A coleção de arte
A "Collezione Farnesina" traça a história da arte italiana do século XX e inclui obras importantes de Alighiero Boetti, Salvatore Garau, Michelangelo Pistoletto, Umberto Boccioni, Fortunato Depero, Mario Sironi, Giorgio De Chirico, Carlo Carrà, Giuseppe Capogrossi, Alberto Burri , Carla Accardi, Piero Dorazio, Giacomo Balla, Emilio Vedova, Renato Guttuso, Fabrizio Plessi, Jannis Kounellis, Sandro Chia, Mimmo Paladino.
Em 1999, a Direcção-Geral de Promoção e Cooperação Cultural do Ministério dos Negócios Estrangeiros lançou a iniciativa de expor no Palazzo della Farnesina um conjunto de obras representativas da arte italiana do século XX. A "Coleção Farnesina" traça a história da arte italiana do século XX através das correntes da art nouveau, do futurismo, da metafísica, da arte abstrata, da arte pobre, da transvanguarda e da nova escola romana.
Em 2008, a coleção de arte italiana da Farnesina foi ampliada, estabelecendo uma nova coleção que reúne as obras das últimas gerações de artistas italianos. A nova "Collezione Farnesina Experimenta" foi inaugurada a 5 de Julho de 2008, integrada na "Farnesina Porte Aperte".
Em 13 de março de 2009 foi anunciado o nascimento de uma terceira coleção, a "Collezione Farnesina Design".
Do lado de fora do prédio da Farnesina há uma obra em bronze fundido chamada "Sfera grande" de Arnaldo Pomodoro; a obra havia sido concebida para a Expo Montreal de 1967 e foi colocada em frente ao prédio.